# فيرنو فيليبس
فيرنو فيليبس (بالإنجليزية: Verno Phillips)‏ مواليد 29 نوفمبر 1969 في بليز سيتي، هو ملاكم من هندوراس البريطانية يصنف ضمن فئة الوزن المتوسط بدأ مسيرته الاحترافية سنة 1988. حقق بطولة الاتحاد الدولي للملاكمة وبطولة منظمة الملاكمة العالمية.

## إحصائيات
خاض خلال مسيرته 55 نزالا، فاز في 42 وتعادل في 1 وخسر في 11. فاز بالضربة القاضية في 21 نزالا.

## روابط خارجية
- فيرنو فيليبس على موقع بوكس ريك (الإنجليزية) (registration required)